# Згорња Добрава (Радовљица)
Згорња Добрава (словен. Zgornja Dobrava) је насељено место у општини Радовљица, Горењска регија, Словенија.

## Историја
До територијалне реорганизације у Словенији била је у саставу старе општине Радовљица.

## Становништво
У попису становништва из 2011. године, Згорња Добрава је имала 159 становника.
| Број становника према пописима | Број становника према пописима | Број становника према пописима |
| ------------------------------ | ------------------------------ | ------------------------------ |
| 1991                           | 2002                           | 2011                           |
| 123                            | 128                            | 159                            |

## Галерија
- сеоски детаљ
- распеће
- поглед на део села, у позадини Триглав
- Писанчев козолец